# 행복비타민
《행복비타민》은 SBS를 제외한 대한민국 지역 민영방송사들의 공동 투자로 제작되는 텔레비전 프로그램으로, 현재 TJB 대전방송이 제작을 전담하고 있다.